# Costa Allegra
Die Costa Allegra war ein Kreuzfahrtschiff der italienischen Reederei Costa Crociere. Sie wurde im Jahr 1968 als Containerschiff gebaut und unter dem Namen Annie Johnson von der schwedischen Reederei Rederi AB Nordstjernan in Dienst gestellt. Nachdem das Schiff Mitte der 1980er Jahre aufgelegt worden war und mehrfach den Eigner gewechselt hatte, begann im Jahr 1990 der Komplettumbau zu einem Kreuzfahrtschiff auf der Werft T. Mariotti in Genua. 1992 wurde das Schiff als Costa Allegra wieder in Fahrt gebracht. Charakteristische Merkmale waren die zylinderförmigen Schornsteine und das verglaste Heck, was der Costa Allegra den Beinamen „Kristallschiff“ einbrachte. Nach einem Brand im Maschinenraum auf See Ende Februar 2012 wurde die Costa Allegra als Totalverlust abgeschrieben und ab Herbst 2012 in einer Abwrackwerft in Aliağa in der Türkei verschrottet.

## Geschichte

### Als Containerschiff

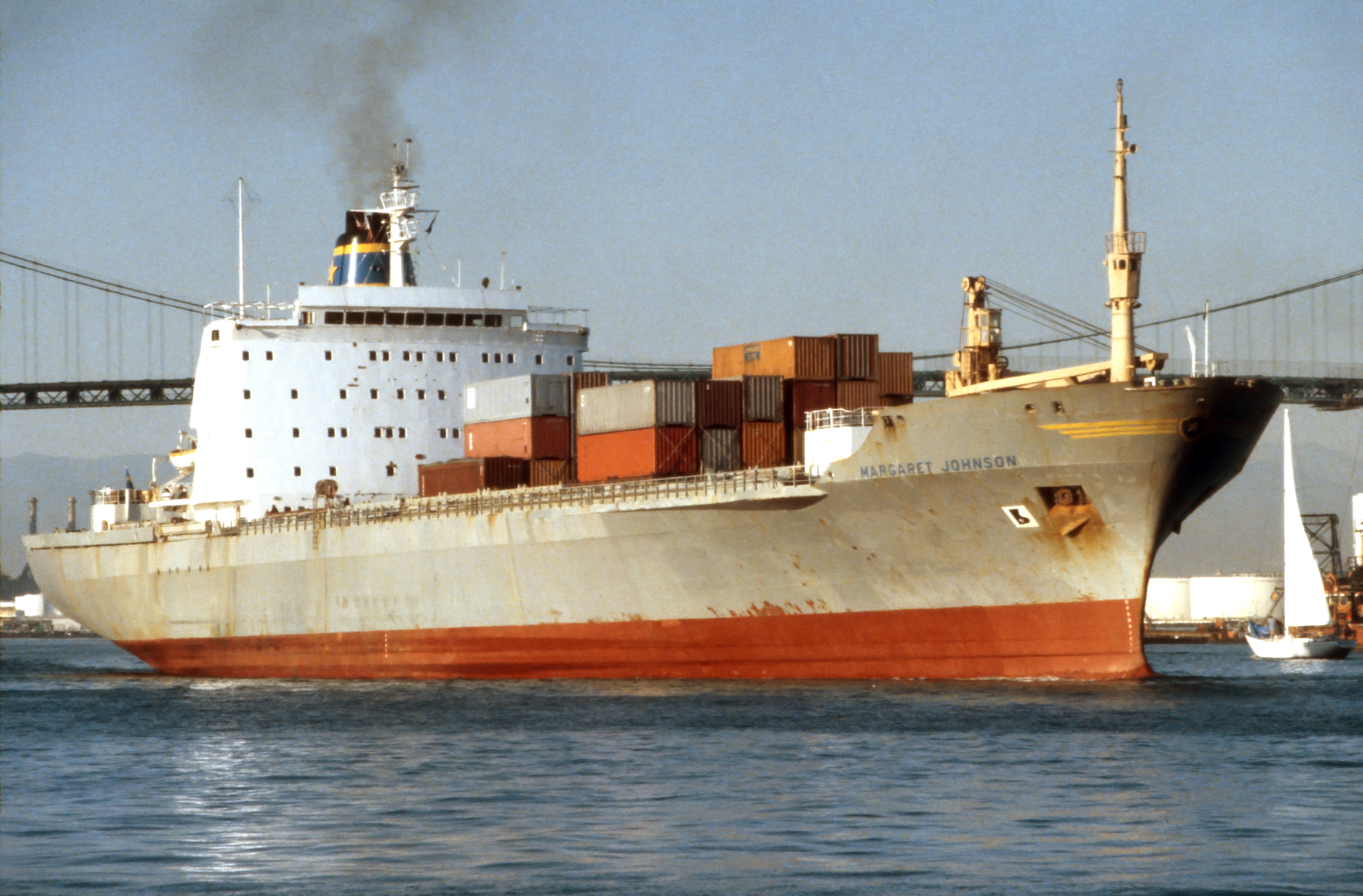
Ursprüngliches Aussehen des Schiffes (hier das Schwesterschiff Margaret Johnson)

Die spätere Costa Allegra entstand Ende der 1960er Jahre unter der Baunummer 1170 auf der finnischen Oy Wärtsilä Ab Turku Werft und war das zweite von insgesamt fünf baugleichen Schiffen der Axel-Johnson-Klasse. Nach dem Stapellauf am 29. April 1969 wurde das in Stockholm registrierte Schiff als Annie Johnson am 4. Dezember 1969 abgeliefert und im weltweiten Containertransport eingesetzt. Es besaß eine Tragfähigkeit von bis zu 16.080 tdw.
Am 8. August 1986 wurde die Annie Johnson an den griechischen Schiffseigner Antonis Lelakis verkauft. Er plante, das Schiff unter dem Namen Regent Moon für seine Reederei Regency Cruises zu einem Kreuzfahrtschiff umbauen zu lassen. Die Annie Johnson traf am 25. August 1986 in Piräus ein und wurde zunächst aufgelegt. Nachdem der Umbau wegen finanzieller Schwierigkeiten der Reederei nicht wie geplant realisiert werden konnte, wurde das Schiff im Mai 1988 an die Compania Naviera Panalexandra SA mit Sitz in Panama verkauft und in Alexandra umbenannt, um anschließend weiter für den Containertransport eingesetzt zu werden.

### Als Kreuzfahrtschiff

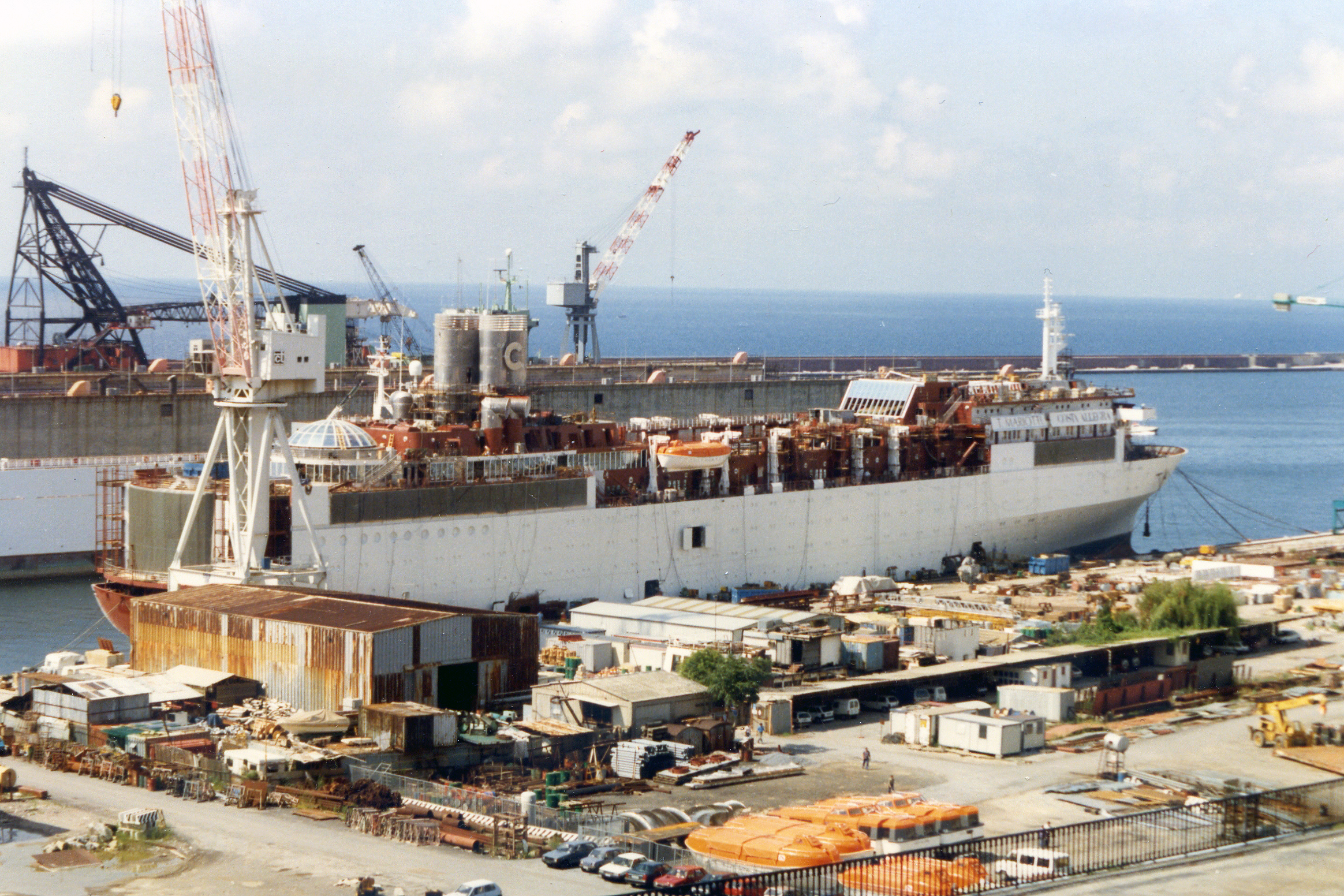
Während der Umbauarbeiten zum Kreuzfahrtschiff, 1992

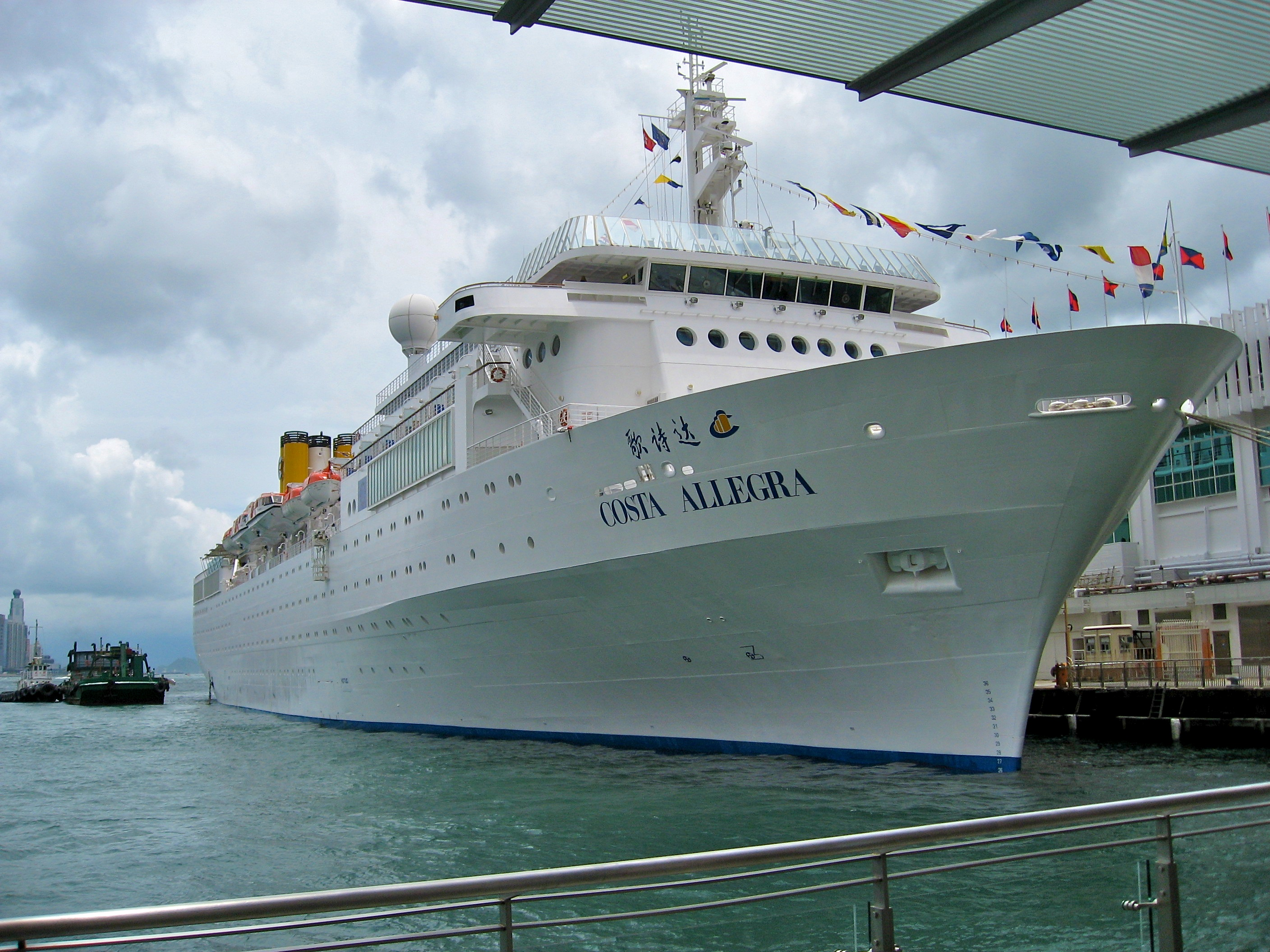
Die Costa Allegra in Hongkong, Juni 2006

Am 28. August 1990 wurde die Alexandra von der italienischen Kreuzfahrtreederei Costa Crociere S.p.A. übernommen, die sie zu der Werft T. Mariotti S.p.A in Genua überführte. Der Umbau zu einem Kreuzfahrtschiff begann am 4. September 1990 und endete mit der Ablieferung an die Reederei am 16. November 1992. Als Name für das Schiff war zunächst Costa Azurra vorgesehen. Die Deckaufbauten wurden beim Umbau vollständig entfernt und neu konstruiert. Der Rumpf wurde um 13,4 m verlängert und im Bereich der früheren Laderäume entstanden Passagierkabinen und die neue Infrastruktur des Schiffes. Darüber hinaus wurde die Antriebsanlage erneuert. Ein herausstechendes Merkmal des Schiffes waren die verglaste Heckfront, ein großes Glasdach sowie eine Glaskuppel am Heck, weshalb es auch oft als „Kristallschiff“ bezeichnet wurde. Die Aufbauten waren so konzipiert worden, dass durch die großen Glasflächen auch in die unteren Decks Tageslicht fiel.
Nach ihrer Taufe ging die Costa Allegra auf Jungfernfahrt in die Karibik und ersetzte dort die kleinere, 1955 in Dienst gestellte Daphne, die anschließend verkauft und für Kreuzfahrten in europäischen Gewässern eingesetzt wurde. Von 1994 bis 2000 war das Schiff in Liberia mit Monrovia als Heimathafen registriert, nachdem es zuvor in Genua beheimatet gewesen war. Die restliche Dienstzeit als Kreuzfahrtschiff fuhr die Costa Allegra wieder unter italienischer Flagge mit Genua als Heimathafen.
In ihrer Dienstzeit war die Costa Allegra dreimal in Zwischenfälle verwickelt. Auf auf ihrer ersten Kreuzfahrt für Costa Asia von Savona nach Hongkong kam es im Hafen von Colombo (Sri Lanka) zu Protesten unter den rund 800 Passagieren. Hintergrund war, dass nachdem das Schiff am 30. April 2006 den Hafen von Savona verlassen hatte, es wiederholt zu Ausfällen die Klimaanlage des Schiffes und zahlreicher Toiletten kam. Einige der Kabinen standen unter Wasser. Außerdem war die Maschinenanlage des Schiffes ausgefallen. Erst nachdem der Kapitän die Reparatur dieser Schäden zugesichert hatte, konnte die Costa Allegra ihre Weiterfahrt in Richtung Port Blair und nach Hongkong fortsetzen.
Zudem kam es auf der ersten Kreuzfahrt in Südostasien vom 8. bis 12. Juli 2006 zu mehreren Ausfällen der Maschinenanlage, worauf der Reiseverlauf geändert werden musste. Die folgenden fünfeinhalb Dienstjahre absolvierte die Costa Allegra ohne größere Vorkommnisse.

### Brand im Maschinenraum

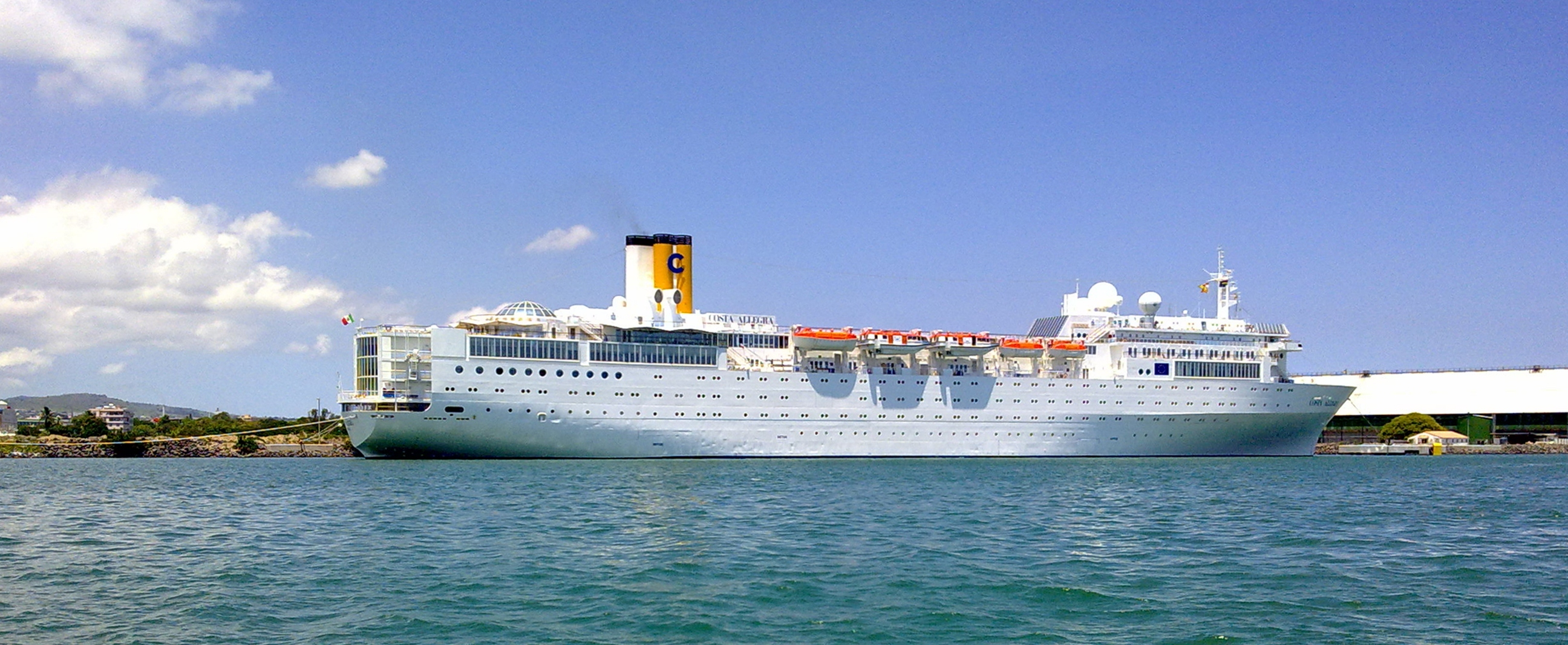
Das Schiff in Port Louis, 8. Februar 2012

Am 27. Februar 2012 brach etwa 260 Seemeilen vor den Seychellen ein Brand im Maschinenraum der Costa Allegra aus, durch den der Stromgenerator des Schiffes ausfiel. Die Costa Allegra befand sich auf einer Kreuzfahrt von Port Louis in den Indischen Ozean, in deren Anschluss sie über Oman und Ägypten ins Mittelmeer zurückkehren sollte. An Bord befanden sich zu diesem Zeitpunkt 636 Passagiere und 413 Besatzungsmitglieder. Der Brand konnte mit bordeigenen Mitteln gelöscht werden, jedoch fiel auch der Notstromgenerator nach kurzer Zeit aus, wodurch die Costa Allegra ohne Strom und Antriebskraft war. Das manövrierunfähige Kreuzfahrtschiff wurde am 28. Februar von dem französischen Fischtrawler Trévignon in Schlepp genommen. Da es unter Deck zu heiß wurde und auch die Toiletten nicht mehr funktionierten, wurde den Passagieren gestattet, an Deck zu schlafen. Am 1. März erreichte das Schiff den Hafen von Mahé, wo alle Passagiere unverletzt an Land gehen konnten. Während die Brandursache ermittelt wurde, kam die etwas größere Costa Voyager auf den vorgesehenen Fahrtrouten der Costa Allegra zum Einsatz. Der Zwischenfall stieß auf eine große Resonanz in den Medien, da er sich nur gut einen Monat nach der Havarie der Costa Concordia ereignete und erneut ein Schiff der Costa-Flotte betroffen war. Die Reparaturkosten für die mehr als vierzig Jahre alte Costa Allegra waren für Costa Crociere zu hoch, da sie für eine erneute Inbetriebnahme repariert und erneut mit allen Zertifikaten hätte ausgestattet werden müssen. Der Preis für diese Maßnahmen wurde mit 30 Millionen Dollar angegeben. Außerdem sollte das Schiff ohnehin verkauft werden, da es das älteste in der Flotte von Costa Crociere war und hohe Betriebskosten hatte. Damalige Planungen sahen daher vor, die Costa Allegra zu verkaufen oder unter Umständen auch abzuwracken. Als Brandursache wurde ein Leck in einer Treibstoffleitung vermutet. Die Brandschutztüren sowie das CO2-Löschsystem hätten fehlerfrei funktioniert.

### Einsatzende und Verschrottung
Am 25. März 2012 traf die Costa Allegra aus eigener Kraft für Reparaturarbeiten in Savona ein, nachdem sie zuvor in Mahé notdürftig für die Überfahrt nach Europa repariert worden war. Zunächst bei der italienischen Werft Fincantieri in Sestri Ponente aufgelegt, wurde sie später nach Genua überführt. Im September 2012 fiel schließlich der Beschluss, die Costa Allegra für einen Preis zwischen sieben und zehn Millionen Dollar zum Abbruch zu verkaufen, nachdem sie zuvor von Mitarbeitern einer türkischen Abwrackwerft besichtigt worden war.
Vor der Verschrottung wurde das Schiff an Themis Maritime Ltd., Majuro, Marshallinseln, verkauft.
Vor der Schleppfahrt wurde der Schornstein des Schiffes in Genua weiß gestrichen. Am 24. Oktober 2012 traf die Costa Allegra unter der Flagge von Sierra Leone und dem Überführungsnamen Santa Cruise in Aliağa auf der Abwrackwerft ein und wurde anschließend vom Schiffsrecycling-Unternehmen Avşar Gemi Söküm verschrottet. Bis Mai 2013 war die Verschrottung des Schiffes abgeschlossen.

## Einsatzgebiete

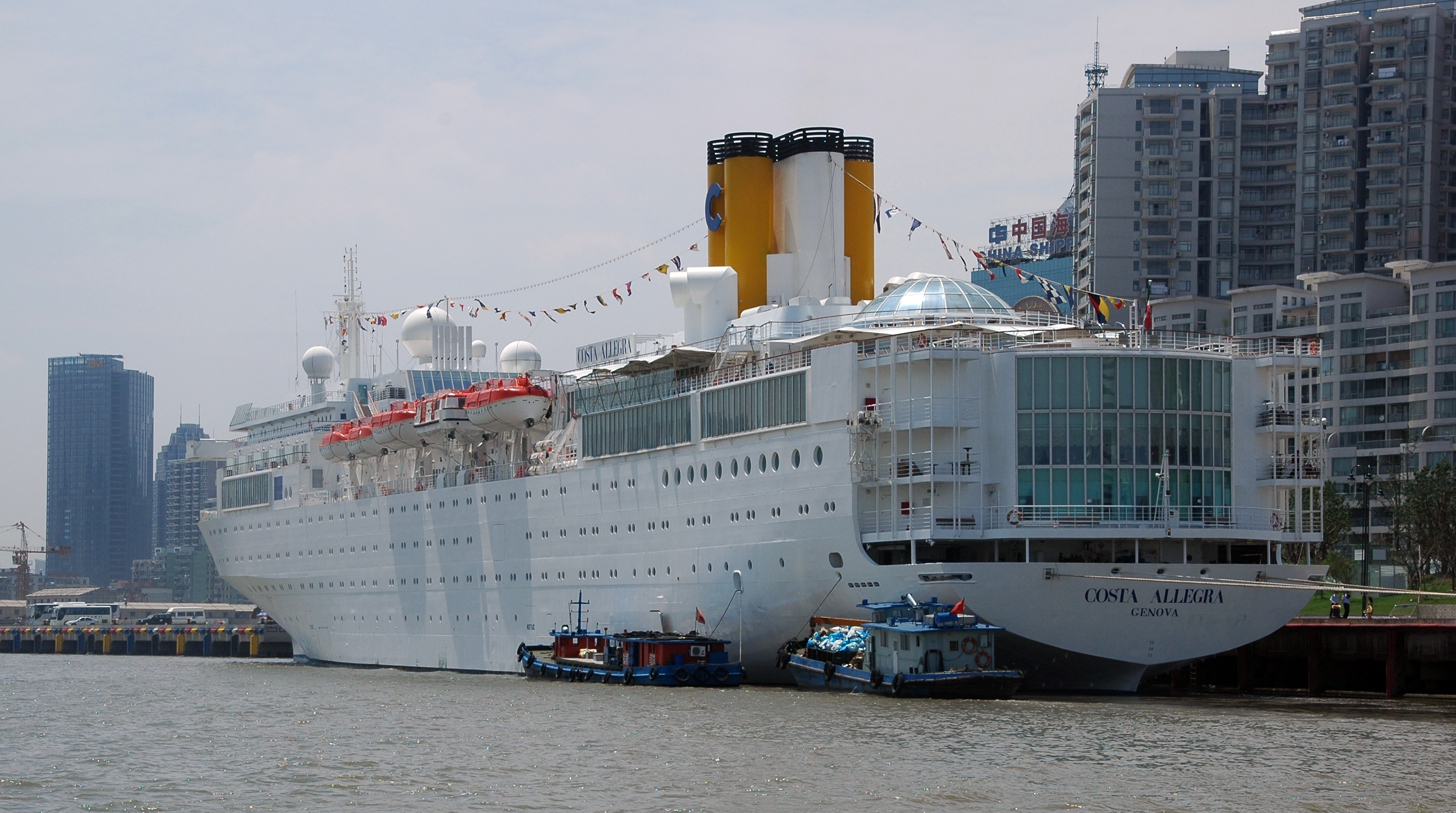
Im Hafen von Shanghai, Juli 2006

Die Costa Allegra war im Winter in der Karibik (Basishafen Miami) und im Sommer im Mittelmeer (Basishafen Savona) unterwegs. Sie wurde außerdem zeitweise für Kreuzfahrten in der Nordsee genutzt. Nach Umbau- und Renovierungsarbeiten war das Schiff ab Juni 2006 für die neue Costa-Division Costa Asia unter gleichem Namen mit Hongkong und Singapur als Ausgangshäfen auf dem damals noch wenig entwickelten chinesischen Kreuzfahrtmarkt im Einsatz. In dieser Zeit stand der Name der Costa Allegra sowohl in lateinischer als auch in chinesischer Schrift am Bug. Im Sommer charterte der französische Reiseveranstalter Paquet Cruises das Schiff für Fahrten im Mittelmeer. Im Sommer 2011 unternahm die Costa Allegra ab dem Basishafen Venedig Fahrten ins östliche Mittelmeer und in das Schwarze Meer. Von Dezember 2011 bis Februar 2012 war das Schiff im Indischen Ozean stationiert. Ab Mauritius (Basishafen Port Louis) wurden die Seychellen, Madagaskar und La Réunion angelaufen. Nach einer Überführungskreuzfahrt ins westliche Mittelmeer im März 2012 hätte die Costa Allegra im Frühjahr und Herbst 2012 in Charter des französischen Reiseveranstalters TAAJ Crosières fahren sollen. Nach der Havarie versicherte Costa Crociere zwar zunächst, dass das Schiff zu Beginn der Charter wie geplant einsatzbereit sein würde, wurde die  Nutzung des Schiffes durch die Ausmusterung verhindert. Stattdessen vercharterte das Unternehmen die Costa Voyager an TAAJ.

## Ausstattung
Zur Ausstattung der Costa Allegra gehörte neben dem Hauptspeisesaal (Modigliani Restaurant) ein Ballsaal (Flamenco Ballroom), ein Casino, ein Kartenzimmer, eine Bar, ein Theater und eine Lounge (Piazetta Allegra). Außerdem besaß das Schiff einen eigenen Wellnessbereich sowie ein Fitnesscenter mit verglastem Dach. Weitere Restaurants neben dem Speisesaal waren der aufpreispflichtige Yacht Club sowie das Restaurant Montmartre. Die Passagierdecks des Schiffes waren nach bekannten französischen und italienischen Künstlern wie Paul Gauguin, Amedeo Modigliani oder Henri de Toulouse-Lautrec benannt.
Auf dem Pooldeck der Costa Allegra standen den Passagieren zwei Schwimmbecken sowie ein Whirlpool zur Verfügung. Ebenfalls auf diesem Deck befand sich ein Joggingparcour, ein Buffetrestaurant sowie eine Disco (Crystal Club) im Heckbereich des Schiffes, die von einer Glaskuppel überdacht war.

## Maschinenanlage und Antrieb
Als Annie Johnson war das Schiff mit einer dieselmechanischen Maschinenanlage ausgestattet worden, bei der vier von Wärtsilä in Lizenz gebaute Pielstick-PC2-Dieselmotoren zum Einsatz kamen. Je ein 16-Zylinder- und ein 12-Zylinder-Motor bildeten eine Motorengruppe, die über Getriebe und Wellenanlage auf Verstellpropeller wirkten.
Mit dem Umbau zum Kreuzfahrtschiff wurden die Pielstick-Motoren durch vier modernere und laufruhigere Sechszylinder-Reihenmotoren des Typs Wärtsilä 46 ersetzt. Um eine vergleichbare Leistung zu erzeugen, liefen diese Motoren mit einer reduzierten Drehzahl von nur 450/min.

## Schwesterschiffe

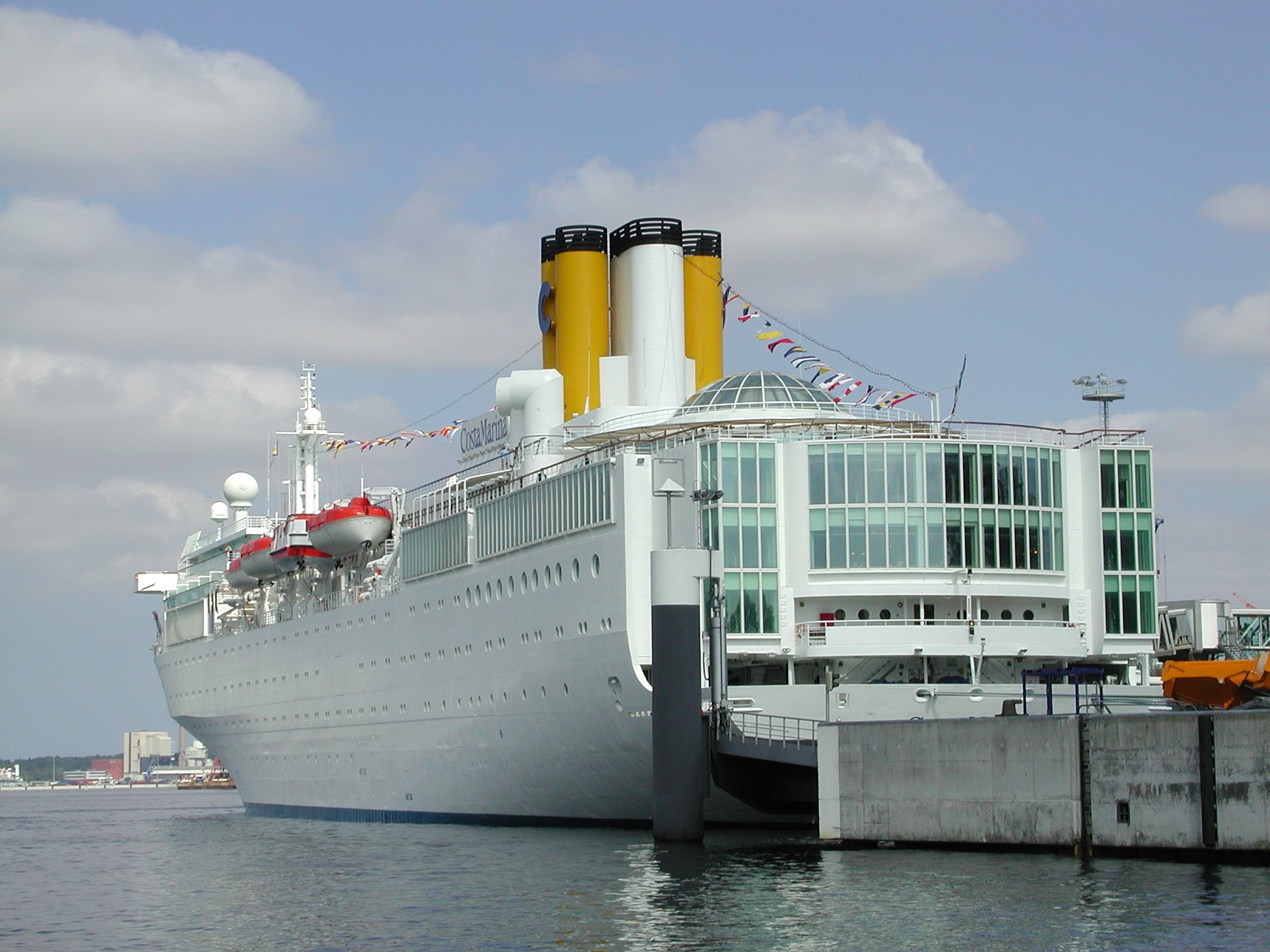
Das Schwesterschiff Costa Marina

Eines der Schwesterschiffe der Costa Allegra, die Axel Johnson, wurde ebenfalls 1990 zu einem Kreuzfahrtschiff umgebaut und ab 1992 als Costa Marina von Costa Crociere eingesetzt. Beide Schiffe hatten dasselbe Design, besaßen jedoch eine unterschiedliche Verglasung am Heck. Außerdem wurde die Costa Marina im Gegensatz zur Costa Allegra beim Umbau nicht verlängert. Die Costa Marina schied im November 2011 aus der Flotte aus und wurde anschließend von Polaris Shipping in Südkorea eingesetzt, bis sie Anfang 2013 ausgemustert und im Oktober 2014 ebenfalls verschrottet wurde. Eine ursprünglich geplante dritte Einheit, die Margaret Johnson, wurde noch vor dem Umbau zum Kreuzfahrtschiff 1987 in Aliağa verschrottet. Die Costa Allegra besaß darüber hinaus zwei weitere Schwesterschiffe.